# Garcia IV av Pamplona
García IV Sánchez (?–1000) var kung över Pamplona och greve av Aragonien från 994 till sin död år 1000. García IV var son till Sancho II och hans hustru Urraca Fernández. 
García IV Sánchez försökte undkomma avtalet som hans far Sancho II hade ingått med morerna. Efter en expedition till staden Calatayud så dödade García IV guvernörens bror. Som hämnd för mordet halshögg morerna 50 kristna.
García IV gifte sig med Jimena, dotter till Ferdinand Vermúdez, greve av Cea, och Elvira. Bland deras barn fanns den framtida kungen av Navarra Sancho III den store.